# Тимофей (Кондомеркос)
Митрополи́т Тимофе́й (греч. Μητροπολίτης Τιμόθεος, в миру Фи́липпос Кондоме́ркос, греч. Φίλιππος Κοντομέρκος; 24 сентября 1929, посёлок Мегало-Хорио, Эвритания, Греция — 1 марта 2003, Афины, Греция) — епископ Александрийской православной церкви, митрополит Центральноафриканский (1976—2003).

## Биография
Родился в 1929 году с селении Мегало Хорио, близ Потамии, в Греции.
Окончив Карапенсийскую гимназию, уехал в Афины, где он продолжал учиться. Работал в издательстве «Папирус» у своего дяди Андреа Пурнараса.
В феврале 1948 года уехал в Стамбул, где поступил в юношескую гимназию при Халкинской богословской школе.
В декабре 1950 году был рукоположен в сан диакона.
В 1955 году окончил Халкинскую семинарию с отличием и в октябре того же года рукоположён в сан пресвитера.
С 1955 по 1959 годы обучался на философском факультете Венского университета, в это же время был настоятелем храма святого Георгия в Вене.
С 1959 года служил во Франкфурте настоятелем церкви святого Андрея.
Основал журнал Νέα Πορεία, перевёл на греческий язык работу «Павел» Клода Тресмонтана, публиковался в журналах Εκκλησία, Απόστολος Ανδρέας, Λυχνία, Ανάπλασις, Νέα Πορεία и других.
В 1968 году, по приглашению архиепископа Афинского Иеронима, вернулся в Грецию, где был назначен настоятелем митрополичьей церкви в Афинах.
1 декабря 1970 года решением Священного Синода Александрийского патриархата по предложению патриарха Николая VI был избран титулярным епископом Элейским. Епископская хиротония состоялась 17 января 1971 года в Патриаршей церкви в Каире.
Был главным редактором журнала Александрийского патриархата «Πάνταινος».
26 ноября 1976 года избран митрополитом Центральноафриканским с кафедрой в Киншасе. Территория его архипастырской ответственности охватывала Заир, Бурунди и Руанду.
Скончался 1 марта 2003 года в Афинах. Похоронен 5 марта в Афинах.